# Macedonische heremiet
De Macedonische heremiet (Pseudochazara cingovskii) is een vlinder uit de familie van de Nymphalidae, uit de onderfamilie van de Satyrinae. De soort is voor het eerst wetenschappelijk beschreven door Franz Josef Gross in een publicatie uit 1973.

## Etymologie
De soort is vernoemd naar Dr. Jonce Cingofski die werkzaam was bij het museum in Skopje.

## Verspreiding en leefgebied
De Macedonische heremiet komt alleen voor in het zuidwesten van Noord-Macedonië op droge kalkstenen rotsen met schaarse begroeiing op een hoogte tussen 1000 en 1250 meter.

## Vliegtijd
De soort vliegt van eind juni tot begin augustus in één generatie.